# ترلون
ترلون (به فرانسوی: Trélon) یک کمون در فرانسه است که در نور-پا-دو-کاله واقع شده‌است.

## خصوصیات
ترلون ۳۹٫۱۵ کیلومترمربع مساحت و ۲٬۸۲۸ نفر جمعیت دارد و ۲۵۰ متر بالاتر از سطح دریا واقع شده‌است.